# Alberto Simone
Alberto Simone (Messina, 7 aprile 1956) è un regista e sceneggiatore italiano.

## Biografia
Laureatosi alla Sapienza - Università di Roma in Psicologia, dal 1984 è entrato nel mondo delle pubblicità come regista e creativo, firmando molte campagne di successo (tra i suoi clienti: Renault, Greenpeace, Legambiente, Conferenza Episcopale Italiana, Presidenza del Consiglio dei ministri, Alitalia, Nivea, Grigio Perla, Rizzoli e Bose).
Nel 1993 ha diretto il cortometraggio La scala poggiata alla luna, che ha avuto una candidatura da parte di Nanni Moretti alla prima edizione del Sacher Festival, ottenendo la Sacher d'argento. Sulla scorta del successo di questo corto-documentario, che attingeva alla sua esperienza di psicologo e psicoterapeuta, nel 1994 ha diretto il suo primo lungometraggio, Colpo di luna, che tratta anche il tema del disagio psichico. Il film, prodotto dalla Dauphin Film Company, da lui fondata con la moglie Roberta Manfredi vede, tra gli altri interpreti, la presenza di Nino Manfredi, suo suocero. Colpo di luna ha avuto una menzione d'onore al Festival di Berlino del 1995, dove era presente come unico film italiano (si tratta in realtà di una coproduzione Italia-Paesi Bassi-Francia) in concorso quell'anno.
Sempre per quella regia, Simone ha ottenuto la candidatura al David di Donatello come miglior regista esordiente e il Globo d'oro alla miglior opera prima assegnato dalla stampa estera.
Alberto Simone ha, poi, iniziato una proficua collaborazione per la RAI, per la quale ha  scritto, diretto e prodotto varie fiction televisive. Tra i migliori successi: Linda e il brigadiere (1996-1999), Una storia qualunque (2000) e Le ragioni del cuore (2001).
Nel 2002 ha diretto Un difetto di famiglia, che è stato premiato per la migliore sceneggiatura sia con la Grolla d'oro (2003) che con la Ninfa d'oro a Montecarlo. Nel 2005 ha scritto, diretto e prodotto Una famiglia in giallo, ottenendo il premio come miglior regista al Festival di Salerno. Nel 2008 ha scritto e diretto In nome del figlio, conseguendo il premio come migliore sceneggiatura al Roma Fiction Fest. Nel 2009, sempre per la RAI, ha firmato la serie di successo Il commissario Manara.
Ha quindi scritto e diretto il documentario biografico Meeting the Master - Sri Sri Ravi Shankar, girato in India, per il quale ha composto anche le musiche.

## Filmografia

### Sceneggiatore
- Un commissario a Roma - serie TV, 1 episodio (1993)
- Colpo di luna (1995)
- Sotto il cielo dell'Africa - serie TV (1999)
- Linda e il brigadiere - serie TV, 4 episodi (2000)
- Fate un bel sorriso (2000)
- Una storia qualunque - film TV (2000)
- Un difetto di famiglia - film TV (2002)
- Die Rückkehr des Vaters - film TV (2004)
- Le stagioni del cuore - serie TV (2004)
- Una famiglia in giallo - serie TV (2005)
- In nome del figlio - film TV (2008)
- Il commissario Manara - serie TV, 23 episodi (2009-2011)
- L'ultimo papa re - miniserie TV (2013)
- Emanuele Fasano: non so come mai - cortometraggio (2016)

### Regista
- Colpo di luna (1995)
- Linda e il brigadiere - serie TV, 4 episodi (2000)
- Una storia qualunque - film TV (2000)
- Le ragioni del cuore - miniserie TV, 6 episodi (2002)
- Un difetto di famiglia - film TV (2002)
- Una famiglia in giallo - miniserie TV (2005)
- In nome del figlio - film TV (2008)
- Meeting the Master - documentario (2011)

## Libri
- Meeting the Master - Sri Sri Ravi Shankar il guru della gioia
- Tu sei nato felice
- La felicità sul comodino
- Ogni giorno un miracolo